# 朱元璋 (2006年电视剧)
《朱元璋》，2006年中国制作的电视剧，主演胡軍、剧雪，导演冯小宁，编剧朱苏进。

## 劇情大綱
元朝末年，天下大亂。朱元璋的父母因饑餓去世後，為了埋葬父母，他入廟當了和尚。幾年後廟宇毀於戰亂，他只好雲遊乞討，後加入了農民起義軍。
初入義軍的朱重八在戰場上屢立奇功，得到首領郭子興的器重，郭把義女馬姑娘嫁給了朱元璋。從此，朱元璋一步步走上了中國歷史的舞臺。他用「義氣」把湯和、徐達、常遇春、藍玉等一批將才籠絡在自己身邊，並採納李善長、劉伯溫、宋濂等知識份子的策略「高築牆、廣積糧、緩稱王」，進而擴大實力。後來在鄱陽湖大水戰中消滅了勁敵陳友諒，後面又打敗了張士誠及元庭殘軍，繼而創建了明朝。
明朝建立後，他厲行改制嚴懲貪官污吏，創造了諸多治國新法，使國家迅速恢復生機，又先後處死楊憲、胡惟庸、李善長等一批淮西勳貴形成的龐大勢力。為了使朱家王朝江山永固，他將藍玉等一批戰功卓著的武將幾乎殺盡，又將才華非凡的劉伯溫牢牢控制在手中，劉最終被胡惟庸毒死。連自小和他一起長大的徐達也因朱猜忌被賞吃燒鵝後暴斃，惟有湯和借酒裝瘋賣傻得以保住一命。
一向反對朱元璋濫殺功臣而時常與朱發生衝突的馬皇后在病床中懷著對朱元璋愛恨相交的矛盾心情中死去，繼而生性溫和善良的太子朱標也猝然身亡，朱元璋悲痛欲絕，此後他將朱允炆當成皇位繼承人培養，最終自己也因年老體衰隨著落山的夕陽一起走向了人生的終點。

## 演员表
- 朱元璋（朱重八、大明皇帝朱元璋）：胡軍
- 馬姑娘（馬一良之女、馬皇后）：剧雪
- 刘伯温：郑晓宁
- 李善長：陳長海
- 徐達：鄂布斯
- 胡惟庸：尹国華
- 湯和：楊洪武
- 朱標：侯祥玲
- 楊憲：周征波
- 宋濂：钱逸飛
- 呂昶：許守信
- 藍玉：曾昂
- 常遇春：李海峰
- 二虎：姚長江
- 玉儿：甘婷婷
- 劉璉：陳明
- 郭子興：王玉璋
- 郭天叙：呂一丁
- 孫德崖：包德磐
- 陳友諒：李明
- 陳理：姚宇星
- 張士誠：郜怀亮
- 小明王：
- 脱脱：塗們
- 大虎：劉冬
- 李進：周洋
- 吴風：鄭杰
- 馬三刀：任蘇雲
- 魯明義：冉唯群
- 彭大帥：高森
- 倩儿：楊斯
- 青儿（小青）：徐艾琳
- 朱允炆：周俊豪
- 少年朱重八：周倜
- 少年朱棣：钱琳

## 职员表
- 编剧：朱蘇進
- 导演：冯小宁
- 摄影：馮小寧、鄭杰、馮馮
- 編集：馮小寧、申雷
- 美術：夏南
- 服装：戚偉俊、年昕
- 作曲：李戈
- 作詞：馮小寧
- 主題歌：片头曲《英雄莫問出身》（歌手： 支予）、片尾曲《童年我們是朋友》（歌手： 劉燕燕）
- 制作：楊玉冰、方全林
- 制作会社：上海三九文化发展有限公司、中国国際電視总公司

## 作品的變遷
| 台灣 東風電視台 星期一至五 晚上19:00 - 20:00                                          | 台灣 東風電視台 星期一至五 晚上19:00 - 20:00 | 台灣 東風電視台 星期一至五 晚上19:00 - 20:00 |
| ------------------------------------------------------------------------------------- | -------------------------------------------- | -------------------------------------------- |
|                                                                                       | 朱元璋 （2013.08.21 - 2013.10.23）           |                                              |
| 天涯赤子心 （2013.07.15 - 2013.08.20） (7/15起為18:00-19:00) (8/6起改為18:00 - 20:00) | 娘妻 （2013.10.24 - 2013.12.16）             |                                              |